# Baíña (Mieres)
Baíña es una parroquia asturiana situada al noroeste del concejo de Mieres. La población actual es de 252 habitantes (actualizada a 1/1/2022), repartidos en los siguientes núcleos de población: Baíña, La Barraca, Los Barreros, Barrial, Cardeo de Abajo, Cardeo de Arriba, La Casuca, La Escalabá, La Gatera, El Molín, La Muela, El Navalín, L'Ortigal, El Padrún, El Puente, Pumardongo, La Teyera, Trespalacio, El Tunelón y Valmurián. Tiene una superficie de 6,07 km² y está a una altitud media de 200 m.
Cuenta la historia que del pueblo de Baíña salieron los primeros guerrilleros que, al mando de Juan Valdés y Gaspar Delgado, combatieron a las tropas napoleónicas, aprovechando su orografía montañosa y sus espesos bosques.
Asimismo hay un dicho popular que alude a este lugar: En Baíña, el que no come la diña.